# フランス書院コミック文庫
フランス書院コミック文庫（フランスしょいんコミックぶんこ） は、日本の出版社フランス書院が1987年から出版していた成人向け漫画文庫レーベル。1999年終刊。全387冊(1冊欠番)。
1985年に創刊された『フランス書院文庫』シリーズの人気官能小説家と、実力派劇画家や新進美少女漫画家とのコラボレーションとしてスタート。そのため、初期は劇画調の作品が多かったが、創刊直後から美少女系コミックの青少年への悪影響を考慮した法律の見直しが叫ばれ、出版各社が単行本刊行を自粛する傾向が生じたため、それらを取り込む形で毎月順調にリリースされた。
そのため、1990年頃には美少女系コミックがメインとなり、本レーベルから枝分かれする形で『フランス書院Xコミックス』レーベルを創刊。コミックハウス編集による旗艦誌『COMICパピポ』を1991年6月29日に創刊した。
以降は他社の単行本から再編集して刊行する文庫レーベルとして、1999年まで存続した。

## シリーズリスト
※（禁） - ○の中に禁

## 1987年
- 7001 あとは寝るだけ 森山塔
- 7002 姉のレオタード あがた有為 / 鬼頭龍一原案
- 7003 義母 出井州忍 / トー・クン原案
- 7004 熟妻狩り 中野ゆう
- 7005 夜の家庭教師 菅野卓也 / 高竜也
- 7006 淫華［みだらばな］ 九紋竜
- 7007 爛熟美人 ケン月影
- 7008 金曜日の寝室 1 北野英明 / 阿部牧郎
- 7009 金曜日の寝室 2 北野英明 / 阿部牧郎
- 7010 金曜日の寝室 3 北野英明 / 阿部牧郎
- 7011 金曜日の寝室 4 北野英明 / 阿部牧郎
- 7012 金曜日の寝室 5 北野英明 / 阿部牧郎
- 7013 先生許しません! 雨宮じゅん
- 7014 だって思春期 沢木あかね
- 7015 美人キャスター 山崎享 / 綺羅光原案
- 7016 兄嫁誘惑 吉浜さかり / 嶋悦之原案
- 7017 眠っちゃいやよ ひろもりしのぶ
- 7018 愛姦記 富田茂
- 7019 囚われの女教師 片桐七郎 / 黒井剣原案
- 7020 となりの未亡人 近藤悦之 / 高竜也
- 7021 女教師・志穂理 九紋竜 / 綺羅光
- 7022 肉飼育 あがた有為 / 蘭光生
- 7023 熱愛・桃色情話 つつみ進
- 7024 感じて姦じて 西江ひろあき
- 7025 めざめてウフフ‥‥ 中原とも
- 7026 香織先生のひみつ 高坂幸雄 / 綺羅光
- 7027 赤色夫人 ワタナベ幸弘
- 7028 挑発させて‥‥ いかづち悠
- 7029 婦人科診察室 出井州忍 / ジョン・デヴィス原案
- 7030 叔母は二十五歳 吉浜さかり / 鬼頭龍一
- 7031 お姉さんは先生! しのざき嶺 / 小菅薫
- 7032 感じやすいの 新川雅美

## 1988年
- 7033 よい子の健康診断 ももひろこ
- 7034 ぬくぬく愛パック 中森愛
- 7035 わたし、未亡人… 伊藤琳朶
- 7036 わくわくC体験 時枝あい
- 7037 若すぎる義母 やまもと孝二 / 嶋悦之
- 7038 めしませ♥美少女 みなみゆうこ
- 7039 ガラスの制服 遊人
- 7040 いけない人妻 出井州忍
- 7041 あぶない姉妹 円谷なおと / 風間潤
- 7042 エッチすくらんぶる 有村しのぶ
- 7043 セーラー服・裏授業 あがた有為
- 7044 まさぐられて 高坂幸雄
- 7045 いたずらしないで ひろもりしのぶ
- 7046 恥ずかしい放課後 門井文雄 / 綺羅光
- 7047 朝までいっしょ 永田トマト
- 7048 マドンナ先生 あい・じん / 綺羅光
- 7049 ときめきパパイア 大原彩生
- 7050 そこまで見ないで… さっさきくじ / 熊谷禄郎
- 7051 女教師・きわどい生活 片桐七郎 / 綺羅光
- 7052 夜まで待てない つつみ進
- 7053 景子先生の課外授業 景子先生シリーズ 1 まいなぁぼぉい / 杉村春也
- 7054 先生エッチね! ふらんそーわ / 桂千穂
- 7055 未亡人は眠れない 近藤悦之 / 高竜也
- 7056 あぶないセーラー服 九紋竜 / 熊谷禄郎
- 7057 くいこみ天使 雨宮じゅん
- 7058 じっとしててね 森山塔
- 7059 桐子は未亡人 葉月トオル / 露樹満
- 7060 女医先生の寝室 吉浜さかり / 加瀬豪
- 7061 おねだりさせて あきすぐり
- 7062 留美子先生、大ピンチ いずみの杏里 / 綺羅光
- 7063 レイプ魔ン ケン月影
- 7064 魔女っこメルヘン 千之ナイフ
- 7065 ハートがドッキン 円谷なおと
- 7066 今夜はもうイヤッ! ワタナベ幸弘
- 7067 なんかヘンな気‥‥ 森山塔
- 7068 もっと初体験 狼太郎
- 7069 若奥様にご用心! 伊藤琳朶
- 7070 セーラー服に胸さわぎ 白蓮華 / 鬼頭龍一
- 7071 そこはまだダメ! 中田雅喜
- 7072 若妻トワイライト 門井文雄 / 嶋悦之
- 7073 よい子のH遊び ももひろこ
- 7074 さよならバージン 結城春彦 / 風間潤
- 7075 わたしは奴隷 叶さとる / 蘭光生
- 7076 みんな性いっぱい 間宮聖士
- 7077 ずっと朝まで‥‥ 森山塔
- 7078 ちょっとH気分! 矢追町成増
- 7079 体験したいお年頃 立花礼子
- 7080 となりのお姉さま 未津島えり
- 7081 あのコにお願い! 沢木あかね
- 7082 夜のおたのしみ袋 森山塔
- 7083 とってもHな時間割 きたじま晶 / 綺羅光
- 7084 あふれてきちゃう 海野やよい
- 7085 わたし淫乱かしら つつみ進

## 1989年
- 7086 真夜中のクロール 森山塔
- 7087 美少女Hスクール のぎまこと
  - 美少女Hスクール - マンガ図書館Z（※18禁）（外部リンク）
- 7088 紀子先生初体験 伊藤琳朶
- 7089 あぶないイチゴぱんつ 東・京都
- 7090 圭子27歳・犯され天使 吉浜さかり
- 7091 あぶないお嬢さま ルウ
- 7092 ちょっとHクリニック 時枝あい
- 7093 お熱いのがおスキ! いずみの杏理
- 7094 スチュワーデス恥かしい体験 門井文雄 / 嶋悦之
- 7095 胸キュンI♥YOU なんばれい
- 7096 おませなヴィーナス しのざき嶺
- 7097 リップでウフフ‥‥ 森本たかし
- 7098 ママはマドンナ 土屋慎吾 / 露樹満
- 7099 その気になりそう‥‥ 狼太郎
- 7100 だいたんドリーム! きたじま晶
- 7101 美少女ぱにっく! もりやねこ
- 7102 もぎたて♥美少女 真空間
- 7103 ごめんねダーリン 円谷なおと
- 7104 若奥様のひみつ さがみゆき / 巌尚人
- 7105 いじわるしないで 美和卯月
- 7106 大好き♥美奈子先生! わたなべわたる
- 7107 ちょっとHなお勉強! もりやねこ
- 7108 よい子の更衣室 ももひろこ
- 7109 さわってイイのよ 出井州忍
- 7110 景子先生の個人授業 景子先生シリーズ 2 まいなぁぼぉい / 杉村春也
- 7111 若奥様は二十三歳 九紋竜 / 露樹満
- 7112 お姉さんを狙え 桃川ぴんく / 綺羅光
- 7113 あの子にクラクラ よりちかびびる
- 7114 保健室の美和子先生 高坂幸雄 / 小菅薫
- 7115 ドラゴンえっち伝説 いずみだいち
- 7116 あぶないH学園! 玉三郎
- 7117 家庭教師は美人先生 門井文雄 / 小町太郎
- 7118 がんばれ♥美奈子先生! わたなべわたる
- 7119 いじめちゃダメよ♥ 矢追町成増
- 7120 放課後ドッキン・デイト 森沢としお
- 7121 とっても感じる! 吉浜さかり / 高竜也
- 7122 いけない看護婦さん 山田こーすけ
- 7123 先生♥教えて! KEIICHI / 熊谷禄郎
- 7124 さわってウフフ‥‥ 中原とも
- 7125 留美子奥様大ピンチ! いずみの杏理 / 綺羅光
- 7126 あの娘にウインク♥ わたなべよしまさ
- 7127 美樹のあぶない夜 岡田ヒロ / 嶋悦之
- 7128 お姉さまは21歳 未津島えり
- 7129 ムードを出して♥ ふらんそーわ
- 7130 抱きしめてレオタード しのざき嶺 / 小菅薫
- 7131 お姉さんと二人きり 沢木あかね
- 7132 だいたん看護婦さん 中森愛
- 7133 立ち入り禁止ラブ♥ あい・じん

## 1990年
- 7134 ルルはDカップ♥ わたなべわたる
- 7135 とってもHな玉手箱♥ ねぐら☆なお
- 7136 麻美子☆大ピンチ! AKIRA / 糸井悠丹
- 7137 放課後のお約束♡ 雨宮じゅん
- 7138 後からスキャンダル 立花礼子 / 小町太郎
- 7139 美少女ぱーてぃ♥ 西原青一
- 7140 Dカップどりーむ♥ よしだけい
- 7141 ないしょにしてね♥ 円谷なおと
- 7142 夢色エッチまじっく 東・京都
- 7143 美人先生のH相談室 出井州忍
- 7144 許してあげない♥ 七星けいな
- 7145 あゆみ♥パニック! ルウ
- 7146 今日はここまで‥‥ みやもと留美
- 7147 スチュワーデス加奈子のひみつ 土屋慎吾 / 桂千穂
- 7148 ドッキュン♥はーと 雅亜公
- 7149 初級美少女H講座 冬星章史
- 7150 子供じゃないモン! 伊達藤晃
- 7151 僕のお姉さん‥‥ 門井文雄 / 綺羅光
- 7152 えっちダイナマイト 戯遊群
- 7153 麻美子先生のおしおき のぎまこと / 小菅薫
  - 麻美子先生のおしおき - マンガ図書館Z（※18禁）（外部リンク）
- 7154 よい子の身体検査 ももひろこ
- 7155 義母恥かしい体験! あがた有為 / 鬼頭龍一
- 7156 いじわるしちゃうぞ まぃなぁぼぉい
- 7157 にゃんにゃん注意報 猫島礼
- 7158 えっちなおクスリ いずみだいち
- 7159 感度はバツグン 九紋竜 / 嶋悦之
- 7160 放課後ドキドキくらぶ きゃらめる堂
- 7161 沙由里姉さんの部屋 吉浜さかり / 高竜也
- 7162 夏色のマーメイド 有村しのぶ
- 7163 学園★美少女パラダイス 春藤玉三郎
- 7164 今日もエッチ気分♡ 中総もも
- 7165 順子先生すくらんぶる 出井州忍 / 高竜也
- 7166 いい子じゃないもん もりを舞
- 7167 さわってチャチャチャ 円谷なおと
- 7168 むちむち♥ブルマー 東・京都
- 7169 キュン♥キュン課外授業 蘭光
- 7170 プッツン★綾美ちゃん MARUMI
- 7171 春奈先生、ドキドキ体験! 伊藤琳朶 / 嶋悦之
- 7172 ドッキン♥美少女同盟 わたなべよしまさ
- 7173 パコパコしましょ♥ 水野景太
- 7174 だいたんエンジェル 狼太郎
- 7175 お嬢さまは超カゲキ! 未津島えり
- 7176 お姉さん警報発令! 飛龍乱
- 7177 あの娘とHチャンス 雅亜公
- 7178 先生、ごめんなさい! MR.B / 小菅薫
- 7179 パラダイス♥ナイト よしだけい

## 1991年
- 7180 放課後はHタイム 美和卯月
- 7181 お姉さまとお呼び♥ WING☆BIRD
- 7182 美奈都ちゃん17歳! 亜麻木硅
- 7183 ABCより知りたいの‥‥ ITOYOKO
- 7184 あの娘にハートビート 薔薇蘭他
- 7185 真由美ちゃん、大ピンチ 本能猛
- 7186 不思議なぴんくタイム 桃川ぴんく
- 7187 いけない美少女H作戦 わたなべよしまさ
- 7188 あの娘に急接近! ジョンソン勉
- 7189 放課後にハプニング♡ いぶきのぶたか
- 7190 景子先生の私生活 景子先生シリーズ 3 まいなぁぼぉい / 杉村春也
- 7191 見せてあげないっ♥ 高見沢ゆに
- 7192 放課後すくらんぶる 万利休 / 熊谷禄郎
- 7193 あの娘に大パニック! 犬崎みくり他
- 7194 ABCはいけない授業 第25歩兵師団
- 7195 わがままレイディ♥ 小本田絵舞
- 7196 小悪魔なんて呼ばないで 飛龍乱
- 7197 あの娘にハート混線中 つくしの真琴
- 7198 あの娘はHな優等生 成瀬ひろ美
- 7199 欠番
- 7200 わくわく★ハイレグ娘 ちゃたろー
- 7201 君の瞳にドッキン! 雅亜公
- 7202 いけないハートランド たまきたまの
- 7203 プライベートにご用心 あきふじさとし
- 7204 えっち☆センセーション ジャッキー亀山
- 7205 お気にめすまま♥ 浅野裕
- 7206 朝までルナティック♥ 杉野高
- 7207 お嬢さまドキッドキッ! ものたりぬ
- 7208 気ままにエッチBEAT! のぎまこと
  - 気ままにエッチBEAT! - マンガ図書館Z（※18禁）（外部リンク）
- 7209 お元気♥愛ランド 中森愛
- 7210 ときめきCガール 有村しのぶ
- 7211 ハートがとらぶる♥ 中総もも
- 7212 最初がカンジン‥‥ 富士参號
- 7213 まいピュアお姉さま おおぬまひろし
- 7214 愛ちゃん♥ドリーミン! 北野健一
- 7215 ひとりにしないで♥ 河本ひろし
- 7216 いずみ♥スクランブル! 遠山光
- 7217 ひみつのメッセージ 猫島礼

## 1992年
- 7218 いずみタッチ♥ダウン! 遠山光
- 7219 ときめき★ダブルス 山田こーすけ
- 7220 だいたんシンドローム 雨宮じゅん
- 7221 むちむち♥パトロール ひんでんブルグ
- 7222 近未来いけない授業 雨宮じゅん
- 7223 いずみジャスト♥ミート 遠山光
- 7224 ドキドキ☆シスターズ 山田こーすけ
- 7225 ダイヤルHを廻せ 真弓大介
- 7226 ドッキン★クエスト! 富士参號
- 7227 ひろみ♥ノンストップ! MEEくん
- 7228 コーフン注意報♥ よりちかびびる
- 7229 いずみ♥急接近 遠山光
- 7230 いつかきっとネ♥ 雅亜公
- 7231 キュートな気分♥ すく・ろおる
- 7232 わくわくさせて♥ ひろもりしのぶ
- 7233 どっちにするの♥ 小本田絵舞
- 7234 ゆうわく光線ドキッ! 美衣暁
- 7235 今夜だけシンデレラ 忍野しのぶ
- 7236 あぶないツーショット! あきふじさとし
- 7237 あの娘はライバル♥ なめぞう
- 7238 ときめき☆クエスト! 南野琴
- 7239 気分はハートたいむ! みやもと留美
- 7240 どきどき★コネクション 水無月十三
- 7241 いけないマジックABC! 飛龍乱
- 7242 ステキにプリーズ♥ みずきひとし
  - ステキにプリーズ - マンガ図書館Z（※18禁）（外部リンク）

## 1993年
- 7243 ハートはジャンクション 高鍋千歳
- 7244 いけない体験レポート 円谷なおと
- 7245 ストップモーション 紺屋たかし
- 7246 いずみ☆センセーション! 遠山光
- 7247 しんじられな〜い♥ 青井泰研
- 7248 やっと会えたネ‥‥ 雅亜公
- 7249 いけないマジカルハート! 恋緒みなと
- 7250 あの娘にラブコール♥ 上藤政樹
- 7251 プラトニックじゃない! かわもりみさき
- 7252 リミットいっぱい! ジョンソン勉
- 7253 真夜中のA指定席♥ ラッシャーヴェラク
- 7254 ハートはダイナマイト サーガ・ミオノ
- 7255 極めてかもしだ［立志編］ 1 山本直樹
- 7256 にゃんにゃん♥ドリーム 猫島礼
- 7257 Rape+2πr 1 天王寺きつね
- 7258 診察室へようこそ♥ るもいじゅん
- 7259 極めてかもしだ［爆発編］ 2 山本直樹
- 7260 るり色★センセーション 中総もも
- 7261 お嬢さま大ピンチ! 未津島えり
- 7262 MIKOにお願い♥ AKIRA
- 7263 極めてかもしだ［激走編］ 3 山本直樹
- 7264 Rape+2πr 2 天王寺きつね
- 7265 よい子のH記念日 ももひろこ
- 7266 極めてかもしだ［禁愛編］ 4 山本直樹
- 7267 美奈都ちゃん、17歳! 亜麻木硅(7182の新装版)
- 7268 むちむち♥地球防衛隊 ひんでんブルグ
- 7269 ドッキン美少女SOS! きゃらめる堂
- 7270 極めてかもしだ［挑発編］ 5 山本直樹
- 7271 あの娘に大パニック! 犬崎みくり他(7193の新装版)

## 1994年
- 7272 エッチなポーズで‥‥ すてぃる88
- 7273 あの娘とラビリンス♥ ますやまけい
- 7274 ハートがとらぶる♥ 中総もも(7211の新装版)
- 7275 極めてかもしだ［昇天編］ 6 山本直樹
- 7276 ぐりぐりH白書 ねぐら☆なお
- 7277 天使になりたい♥ 赤木ヒロシ / 北原童夢
- 7278 あの娘はHな優等生 成瀬ひろ美(7198の新装版)
- 7279 がんばれ、ドラキュラくん! 有栖賀明
- 7280 あの娘は100万ボルト! 銀仮面
- 7281 SF美少女ウイルス♥ わたなべよしまさ
- 7282 はーとにタッチ 雅亜公
- 7283 ラブラブ戦線異状あり 矢追町成増
- 7284 放課後はパラダイス 真空間
- 7285 お姉さんと呼ばないで 円谷なおと / 鬼頭龍一
- 7286 裕美子★SOS 万利休
- 7287 ドキドキ♥美少女ランド ラッシャーヴェラク
- 7288 ちょっとHなツーショット 須郷良
- 7289 魔女っ娘★シスターズ Dr / ライスケ
- 7290 ファイティングお嬢さま 未津島えり
- 7291 あぶないゼネレーション ジョンソン勉
- 7292 放課後は超キケン! くらむぼん
- 7293 ズキドキッ夢色シーズン DONKEY
- 7294 きままにE気分♥ 有村しのぶ
- 7295 乙女先生の個人授業 電光石火轟
- 7296 乙女先生の誘惑授業 電光石火轟
- 7297 胸さわぎのレッスン♥ 坂部のりこ
- 7298 ハート☆きめてね 富士参號
- 7299 ちょっとHな課外授業 陽気婢
- 7300 見つめていてね 雅亜公
- 7301 エッチすくらんぶる 有村しのぶ(7042の新装版)

## 1995年
- 7302 いけない♥シスターズ! つくしの真琴
- 7303 ドキドキえっちな時間割 ITOYOKO
- 7304 ひとみ♥電撃ハート! 大場よしひろ
- 7305 でもいーです好きだもん 縛霞奈
- 7306 ちょっとでちゃった♥ 海野やよい
- 7307 舞子先生の秘密授業 春藤玉三郎
- 7308 奴隷戦士マヤ［誕生編］ このどんと
- 7309 いきなりっ! CAN^2 1 亜麻木硅
- 7310 いきなりっ! CAN^2 2 亜麻木硅
- 7311 朝まで生ニャンニャン 未津島えり
- 7312 むちむちエッチな大作戦 ひんでんブルグ
- 7313 お願い♥お姉さまっ! 篠原哲生
- 7314 奴隷戦士マヤ［雌伏編］ このどんと
- 7315 ずっとそばにいて… 雅亜公
- 7316 放課後のおねだり♥ 第25歩兵師団
- 7317 気分はルナティック♥ 高鍋千歳
- 7318 Rape+2πr 3 天王寺きつね
- 7319 電撃ぷりぷり少女 わたなべわたる
- 7320 お姉さま×√1 / 2 ふじかつぴこ
- 7321 やっぱり君が好き! かわはらしん
- 7322 ときめき☆準備中 鈴好明
- 7323  -Lucky★Version- アルバイト★すきゃんだる 澤田拓士他
- 7324 わたし、あげちゃう! ちゃたろー
- 7325 それゆけちぇりーBOY! 朱雀神
- 7326 夢でもし逢えたら。 雅亜公
- 7327 プリティ★リップス! 八月薫

## 1996年
- 7328 カリーナの冒険［雷鳴編］ まいなぁぼぉい
- 7329 ひみつの（禁）バニー 綾坂みつね
- 7330 小悪魔ちっくにご用心 飛龍乱
- 7331 愛のラブラブ爆弾! 拝狼
- 7332 魔法美少女（禁）指令 わたなべよしまさ
- 7333 カリーナの冒険［迷宮編］ まいなぁぼぉい
- 7334 マジカル★ぱーてぃ 暗躍人
- 7335 ダンスはこれから! 山本賢治
- 7336 気まぐれバニーの冒険 ねりわさび
- 7337 禁断エンジェル! ジョンソン勉
- 7338 らぶ☆みートゥナイト 怪魔獣人
- 7339 まい・りとるガール 南野琴
- 7340 あの娘に逢いたくて 雅亜公
- 7341 ふたりはシークレット! 須郷良
- 7342 女教師綾子96 まみやこまし
  - 女教師綾子96 - マンガ図書館Z（※18禁）（外部リンク）
- 7343 南の島はわんだふる! 藤村知樹
- 7344 放課後の秘密授業 乾海苔
- 7345 アイドルで行こう! ダーティ岡本
- 7346 秘密のラブ★あたっく 暗躍人
- 7347 エルピスの聖剣 富士参號
- 7348 いけないお姉さん、好きですか!? 飛鳥弓樹 / 牧村僚

## 1997年
- 7349 夢魔が棲む森 星野ぴあす
- 7350 わたしたち、いい感じ!? 鴨川たぬき
- 7351 放課後はチャンス♥ 法田恵
- 7352 保健室のフルコース まみやこまし
  - 保健室のフルコース - マンガ図書館Z（※18禁）（外部リンク）
- 7353 晴れときどきエッチ すてぃる88
- 7354 夢色のままでいて♥ 雅亜公
- 7355 わがままなクチビル あうら聖児
- 7356 とがってきちゃう! きのした黎
- 7357 放課後のフェロモン どざむらはちえもん 他
- 7358 ぶれいくしてね♡ Ayumi
  - ぶれいくしてね♡ - マンガ図書館Z（※18禁）（外部リンク）
- 7359 あの娘にラブ光線 YO-KA
- 7360 いきなりハーレムナイト 有村しのぶ
- 7361 家庭教師★小夜香 飛龍乱
- 7362 あるばいと大作戦!  豹高ユキ
- 7363 ハッスルブラッド ものぐさうるふ
- 7364 保健室で逢いましょう 美和卯月
- 7365 少女水中花 ダーティ・松本
- 7366 君の笑顔がまぶしくて 雅亜公
- 7367 ぴんく☆しゃっふる!  猫島礼
- 7368 学園天国 ゴーストinハイスクール 楠見かずま
- 7369 ボクのママに手を出すな! 千葉治郎
- 7370 楽しく、楽しく、エッチにね 藤村知樹

## 1998年
- 7371 カリーナの冒険（野望編） まいなぁぼぉい
- 7372 カリーナの冒険（魔導編） まいなぁぼぉい
- 7373 チーズ・ドール 佐野タカシ
- 7374 やっぱり生がスキ!  嶋尾和
- 7375 誘ってあげる 塔山森
- 7376 こんな娘といいな 塔山森
- 7377 プライベート・ピーチ 蘭宮涼
- 7378 ラブ・ラフ・ラプソディ どざむらはちえもん
- 7379 メロン・スキャンダル 蘭宮涼
- 7380 放課後ひみつ講座 中ノ尾恵
- 7381 スパ-クリング・チェリ- 蘭宮涼
- 7382 Dr.レイチェルの医学実習指導 梨加夫

## 1999年
- 7383 景子先生の恥辱授業 景子先生シリーズ 4 まいなぁぼぉい
- 7384 まじかるNAVYティル★ピッツ 藤村知樹
- 7385 景子先生の身体検査 景子先生シリーズ 5 まいなぁぼぉい
- 7386 お姉さんごめんなさい ちばぢろう
- 7387 景子先生の秘密特訓 景子先生シリーズ 6 まいなぁぼぉい
- 7388 ラブタンバリン 後藤羽矢子